# Palais Gritti Badoer
Le palais Gritti Badoer, ou Gritti Morosini Badoer Partecipazio, est un palais de Venise, situé sur le Campo Bandiera e Moro dans le quartier de Castello, près de la Riva degli Schiavoni.

## Descriptif et historique

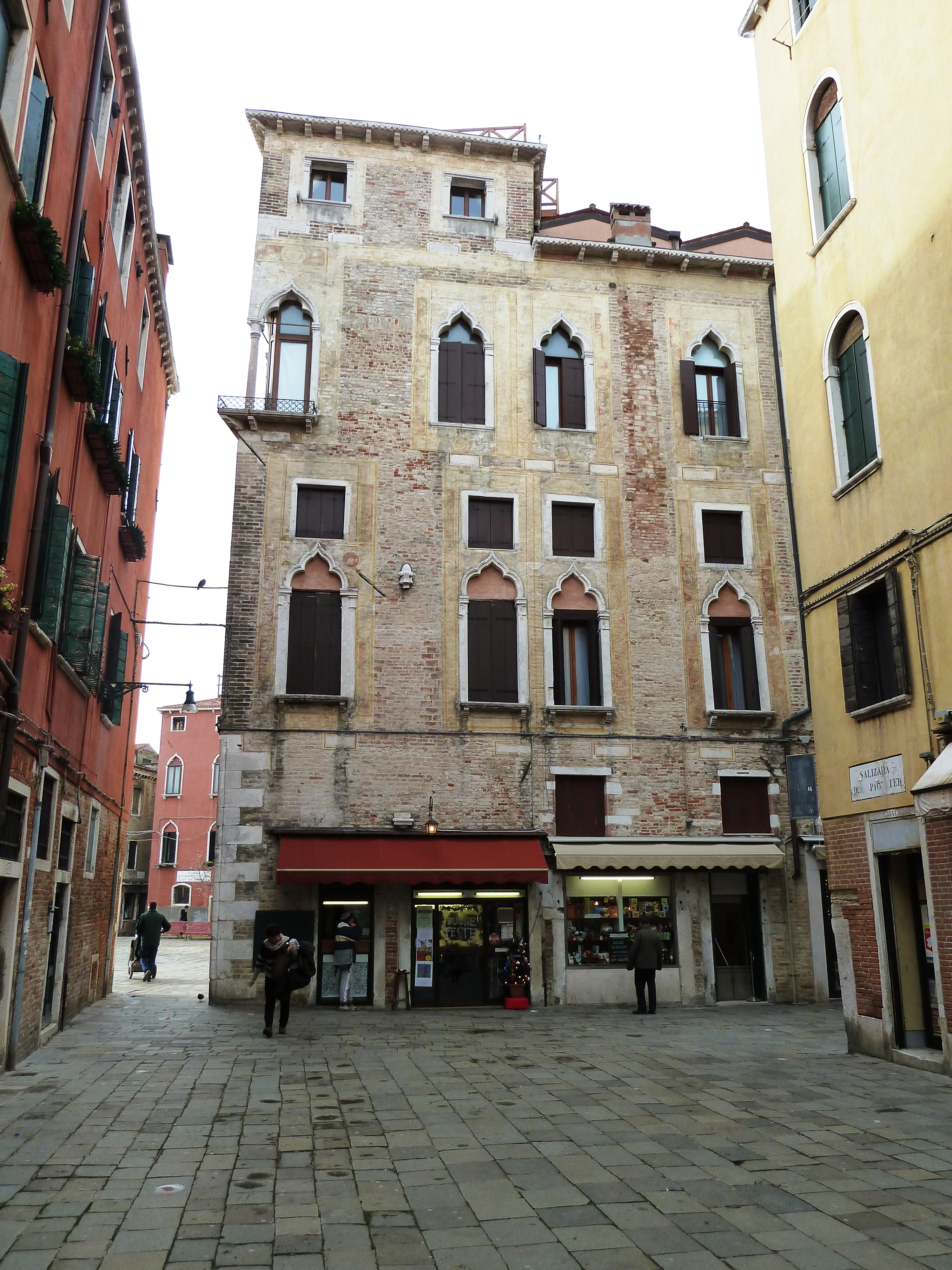
Façade latérale.

La façade principale du XVe siècle est divisée en deux étages (en plus du rez-de-chaussée et du grenier) : elle est asymétrique en raison de la structure particulière du terrain et caractérisée par une fenêtre à pentafore avec des piliers en marbre rose de Vérone (donnant sur un balcon à colonnades), agrémenté d'inserts circulaires en marbre et de reliefs sculpturaux ainsi que de hauts-reliefs byzantins du Xe siècle. L'arrière de la façade est caractérisé par deux petits balcons, aux premier et deuxième étages.
L'intérieur du bâtiment est accessible par un escalier d'époque qui mène à l'étage noble. Ici se distingue la somptueuse salle de réception, meublée de meubles anciens, de tapis précieux, de peintures du XVIIIe siècle (des artistes Niccolò Bambini, Antonio Molinari et Giuseppe Diamantini), de riches lustres en verre de Murano et de stucs du XVIIIe siècle qui ornent les murs et le plafond. La grande salle est éclairée par le pentafore qui surplombe le campo.
L'élégant bâtiment, autrefois propriété de la famille Gritti (le soixante-dix-septième Doge de la République de Venise Andrea Gritti, 1523-1538 y résida), à la suite du mariage en 1591 entre Lucrezia Gritti et Tommaso Morosini, est devenu une partie des biens immobiliers de la famille de ce dernier. L'aristocratie vénitienne préférait généralement avoir sa résidence officielle le long du Grand Canal, cependant certains nobles (souvent issus des branches cadettes) optaient pour des lieux plus paisibles, en tout cas non loin du Palais des Doges et de la place Saint-Marc. Enfin, au milieu du XIXe siècle, les Badoer-Partecipazio vendirent le bâtiment aux marquis Saibante. L'édifice a récemment subi une restauration externe et interne.
Le peintre et graveur vénitien Jacopo de' Barbari (vers 1470-1516), dans sa gravure sur bois Vue de Venise, créée en 1500, a inséré, parmi beaucoup d'autres, également une vue du Campo de la Bragora avec le Palazzo Gritti. L'écrivain britannique Michael White a inséré le palais-hôtel dans l'intrigue du thriller Le secret des Médicis.
L'église voisine de San Giovanni in Bragora complète l'atmosphère typiquement vénitienne du Campo Bandiera e Moro, dédié à ces patriotes de la République, riche en splendeurs mais en déclin.

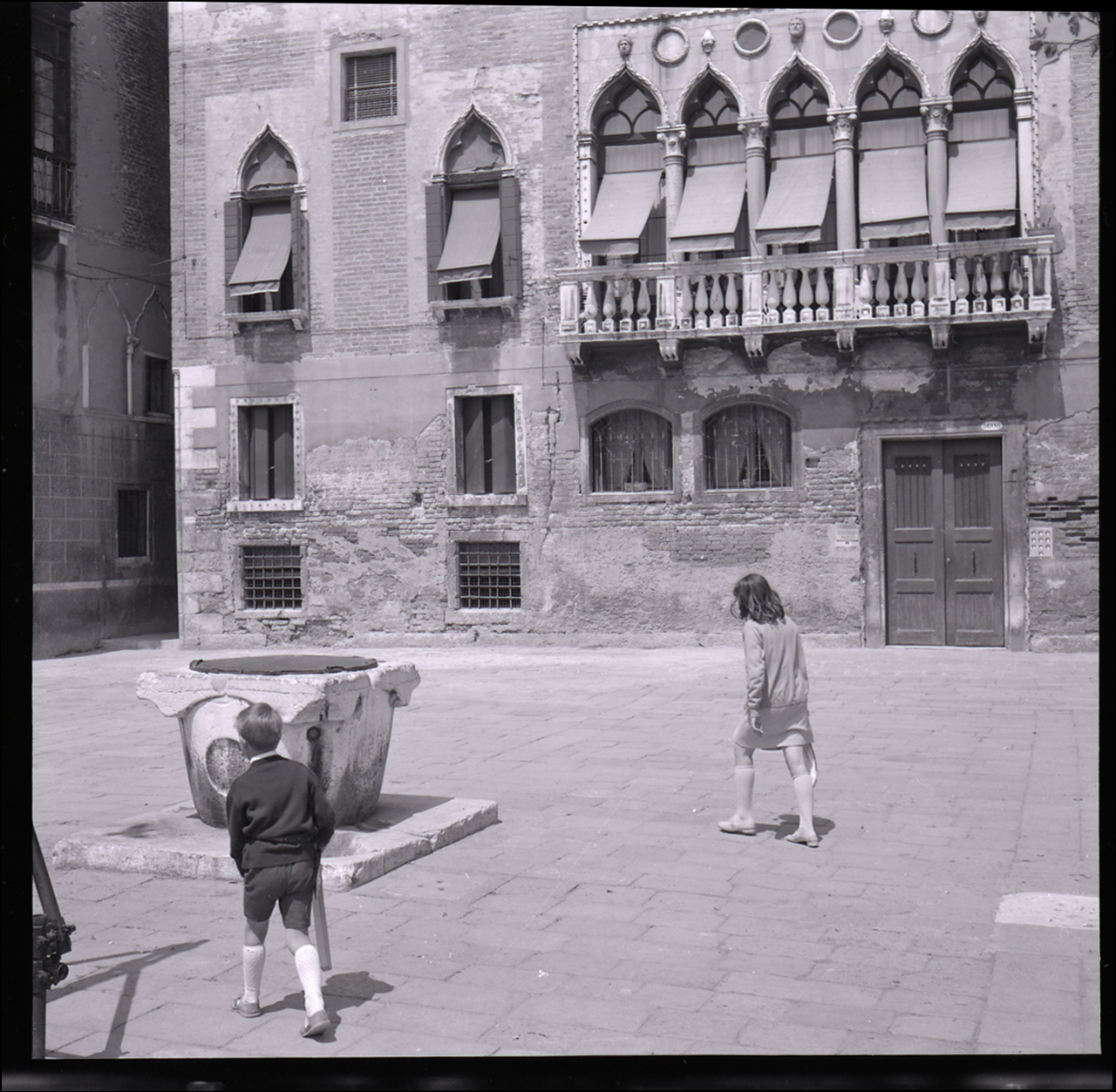
Aperçu du bâtiment sur une photo de Paolo Monti de 1969.

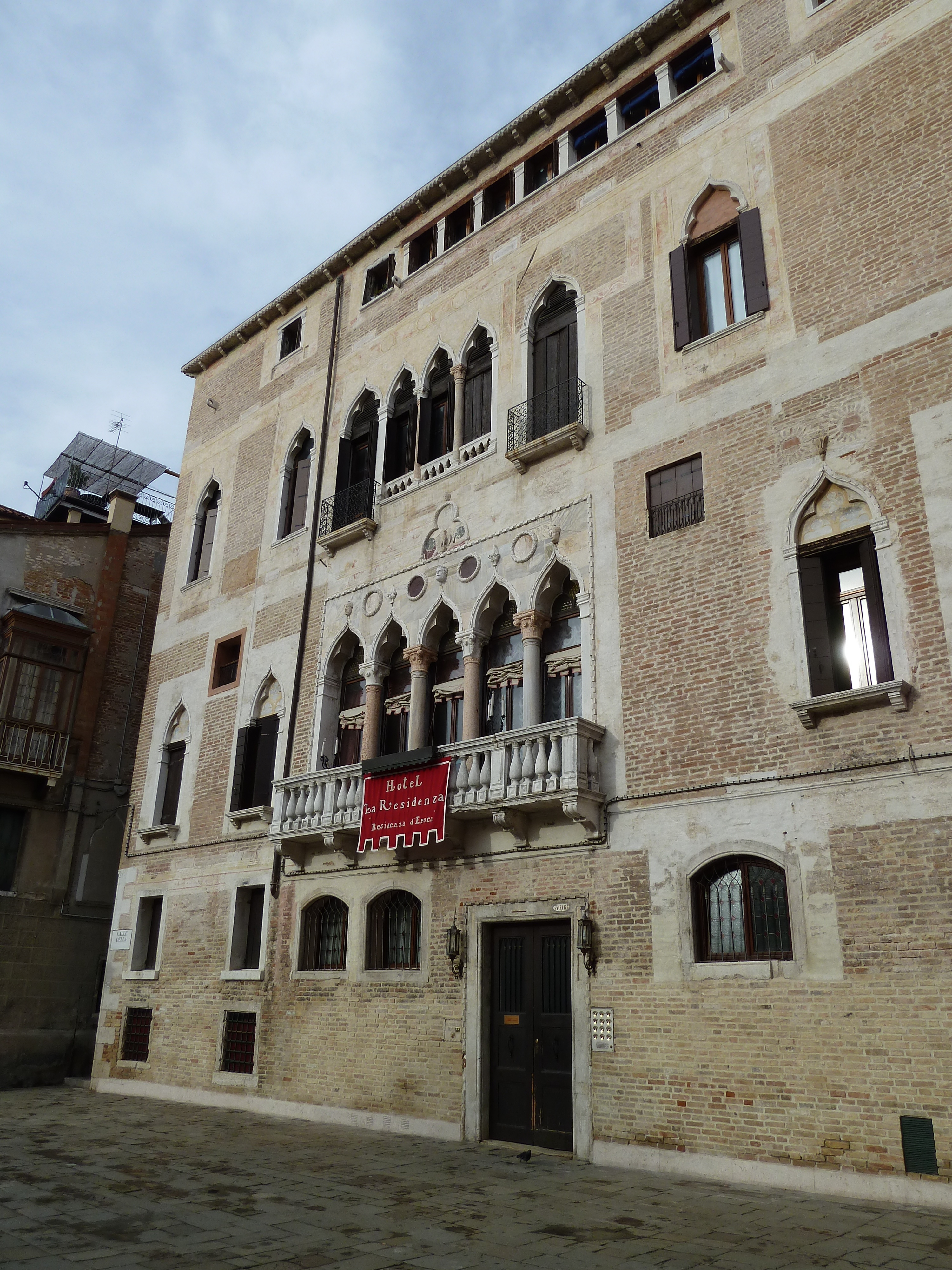
Façade principale.